# Cerovica (Neum, BiH)
Cerovica je naseljeno mjesto u općini Neum, Federacija BiH, BiH.

## Stanovništvo

### 1991.
Nacionalni sastav stanovništva 1991. godine, bio je sljedeći:
ukupno: 165
- Hrvati - 164
- ostali, neopredijeljeni i nepoznato - 1

### 2013.
Nacionalni sastav stanovništva 2013. godine, bio je sljedeći:
ukupno: 88
- Hrvati - 88

## Znamenitosti
Lokalitet Obaljeno groblje nalazište je srednjovjekovne nekropole s 11 stećaka u obliku sanduka. Orijentirani su u pravcu zapad-istok, te sjever-jug a datirani su u kasni srednji vijek.

### Svetište Kraljice mira u Hrasnu
Svetište Kraljice mira u Hrasnu biskupijsko je marijansko svetište Trebinjsko-mrkanske biskupije. Službeno je proglašeno 1977. godine, a iste je godine na Gradini pored svetišta postavljen brončani kip Gospe Kraljice mira, rad kipara Ante Starčevića. Od 1995. godine u sklopu svetišta postoje galerija vrijednih umjetničkih djela i muzej s prikazom tradicijske hercegovačke obitelji, alatima korištenim za obradu zemlje te u stočarstvu, kao i skulptura sv. Jure. Glavna godišnja proslava slavi se druge nedjelje mjeseca svibnja.

## Vanjske poveznice
- Satelitska snimka  Arhivirana inačica izvorne stranice od 28. veljače 2014. (Wayback Machine)